# Saint-Avit-Frandat
 Saint-Avit-Frandat  là một xã của tỉnh Gers, thuộc vùng Occitanie, tây nam nước Pháp.